# F. League 2016-2017
La F. League 2016-2017 è stata la 10ª edizione della massima divisione giapponese di calcio a 5.

## Squadre partecipanti
Le squadre che partecipano alla 10ª edizione della massima divisione giapponese 2016/2017 sono:
| Club              | Città               | Palazzetto                          |
| ----------------- | ------------------- | ----------------------------------- |
| Espolada Hokkaido | Sapporo, Hokkaidō   | Hokkaido Prefectural Sports Center  |
| Bardral Urayasu   | Urayasu, Chiba      | Urayasu General Gymnasium           |
| Fuchū Athletic    | Fuchū, Tokyo        | Fuchu Sports Center                 |
| Pescadola Machida | Machida, Tokyo      | Machida Municipal General Gymnasium |
| Shonan Bellmare   | Hiratsuka, Kanagawa | Odawara Arena                       |
| Agleymina         | Hamamatsu, Shizuoka | Hamamatsu Arena                     |
| Nagoya Oceans     | Nagoya, Aichi       | Taiyo Yakuhin Ocean Arena           |
| Shriker Osaka     | Osaka, Osaka        | Osaka Municipal Central Gymnasium   |
| Deução Kobe       | Kōbe, Hyogo         | Kobe Green Arena                    |
| Vasagey Oita      | Ōita, Ōita          | Oozu Sports Park                    |
| Vos Cuore         | Sendai              | Sendai City Gymnasium               |
| Fugador Sumida    | Tokyo               | Sumida City Gymnasium               |

## Stagione regolare

### Classifica
|  | Pos. | Squadra           | Pt | G  | V  | N | P  | GF  | GS  | DR  |
|  | ---- | ----------------- | -- | -- | -- | - | -- | --- | --- | --- |
|  | 1.   | Shriker Osaka     | 83 | 33 | 27 | 2 | 4  | 186 | 93  | +93 |
|  | 2.   | Nagoya Oceans     | 73 | 33 | 22 | 7 | 4  | 119 | 66  | +53 |
|  | 3.   | Pescadola Machida | 65 | 33 | 21 | 2 | 10 | 120 | 91  | +29 |
|  | 4.   | Fugador Sumida    | 64 | 33 | 20 | 4 | 9  | 116 | 83  | +33 |
|  | 5.   | Fuchū Athletic    | 57 | 33 | 17 | 6 | 10 | 91  | 83  | +8  |
|  | 6.   | Bardral Urayasu   | 48 | 33 | 14 | 6 | 13 | 103 | 106 | −3  |
|  | 7.   | Deução Kobe       | 42 | 33 | 12 | 6 | 15 | 102 | 119 | −17 |
|  | 8.   | Vasagey Oita      | 34 | 33 | 10 | 4 | 19 | 95  | 104 | −9  |
|  | 9.   | Espolada Hokkaido | 34 | 33 | 10 | 4 | 19 | 83  | 110 | −27 |
|  | 10.  | Shonan Bellmare   | 29 | 33 | 8  | 5 | 20 | 89  | 104 | −15 |
|  | 11.  | Agleymina         | 26 | 33 | 7  | 5 | 21 | 60  | 121 | −61 |
|  | 12.  | Vos Cuore         | 12 | 33 | 3  | 3 | 27 | 62  | 146 | −84 |

### Verdetti finali
- Shriker Osaka campione del Giappone 2016-2017 e qualificata alla AFC Futsal Club Championship 2017.

## Play-off

### Primo turno
Al primo turno dei play-off sono qualificate tutte le società giunte dal secondo al quinto posto, in caso di parità passa la miglior squadra classificata al termine della stagione regolare.
| Squadra 1         | Risultato | Squadra 2      |
| ----------------- | --------- | -------------- |
| Nagoya Oceans     | 2 - 2     | Fuchū Athletic |
| Pescadola Machida | 7 - 2     | Fugador Sumida |

### Secondo turno
Al secondo turno dei play-off sono qualificate le due società vincenti del turno precedente, in caso di parità passa la miglior squadra classificata al termine della stagione regolare.
| Squadra 1     | Risultato | Squadra 2         |
| ------------- | --------- | ----------------- |
| Nagoya Oceans | 0 - 3     | Pescadola Machida |

### Finale
Alla finale sono qualificate la vincitrice della stagione regolare e quella del secondo turno, in caso di parità al termine delle due gare vince la prima classificata.
| Squadra 1     | Totale | Squadra 2         | Andata | Ritorno |
| ------------- | ------ | ----------------- | ------ | ------- |
| Shriker Osaka | 5 - 5  | Pescadola Machida | 2 - 3  | 3 - 2   |